# Austrosimulium magnum
Austrosimulium magnum är en tvåvingeart som beskrevs av M. Josephine Mackerras 1955. Austrosimulium magnum ingår i släktet Austrosimulium och familjen knott. Inga underarter finns listade i Catalogue of Life.